# Vicente Saldivar
Vicente Samuel Saldívar García (* 3. Mai 1943 in Mexiko-Stadt, Mexiko; † 18. Juli 1985 ebenda) war ein mexikanischer Boxer im Federgewicht.

## Profikarriere
Am 26. September des Jahres 1964 wurde er Weltmeister der Verbände WBC und WBA, als er den Kubaner Sugar Ramos in einem auf 15 Runden angesetzten Kampf in der 12. Runde durch Aufgabe besiegte. Diesen Titel verteidigte er insgesamt sieben Mal in Folge. Im Jahre 1968 wurden ihm die Titel aberkannt.
Am 9. Mai im Jahre 1970 errang er durch einen einstimmigen Punktsieg über Johnny Famechon den WBC-Weltmeisterschtsgürtel zum zweiten Mal, verlor ihn allerdings bereits im Dezember desselben Jahres gegen Kuniaki Shibata vorzeitig in Runde 12.